# Krista Guloien
Krista Guloien (20 de marzo de 1980 en Westminster, Columbia Británica) es una remera canadiense de Port Moody.

## Biografía
Compitió en los Juegos Olímpicos de Pekín 2008, en la especialidad de cuatro scull. En los Juegos Olímpicos de Londres 2012, formó parte del equipo canadiense en la especialidad del ocho y ganó la medalla de plata.
Estudia criminología en la Universidad de Fraser del Simon.